# Liste der Bodendenkmäler in Reichertsheim
Auf dieser Seite sind die Bodendenkmäler in der oberbayerischen Gemeinde Reichertsheim zusammengestellt. Diese Tabelle ist eine Teilliste der Liste der Bodendenkmäler in Bayern. Grundlage ist die Bayerische Denkmalliste, die auf Basis des Bayerischen Denkmalschutzgesetzes vom 1. Oktober 1973 erstmals erstellt wurde und seither durch das Bayerische Landesamt für Denkmalpflege geführt wird. Die folgenden Angaben ersetzen nicht die rechtsverbindliche Auskunft der Denkmalschutzbehörde.

## Bodendenkmäler der Gemeinde Reichertsheim

### Bodendenkmäler in der Gemarkung Dachberg
| Lage                | Objekt | Akten-Nr.     | Bild |
| ------------------- | --- | ------------- | ---- |
| Dachberg (Standort) | Burgstall des hohen Mittelalters (Limberg) sowie untertägige mittelalterliche und frühneuzeitliche Befunde im Bereich der Katholischen Filialkirche St. Oswald in Limberg. Siehe auch: St. Oswald (Limberg) | D-1-7839-0094 |      |

### Bodendenkmäler in der Gemarkung Kronberg
| Lage                | Objekt | Akten-Nr.     | Bild |
| ------------------- | --- | ------------- | ---- |
| Kronberg (Standort) | Verebnete Viereckschanze der späten Latènezeit. | D-1-7839-0037 |      |
| Kronberg (Standort) | Untertägige spätmittelalterliche und frühneuzeitliche Befunde im Bereich des ehemaligen Augustiner-Eremiten-Klosters Ramsau mit abgegangener Klosterkirche St. Nikolaus und ihren Vorgängerbauten. Siehe auch: Kloster Ramsau bei Haag | D-1-7839-0091 |      |
| Kronberg (Standort) | Untertägige frühneuzeitliche Befunde im Bereich der Katholischen Pfarrkirche St. Maria Loreto in Ramsau und ihres Vorgängerbaus. Siehe auch: St. Maria Loreto (Ramsau)                                                                 | D-1-7839-0092 |      |

### Bodendenkmäler in der Gemarkung Reichertsheim
| Lage                     | Objekt | Akten-Nr.     | Bild |
| ------------------------ | --- | ------------- | ---- |
| Reichertsheim (Standort) | Untertägige spätmittelalterliche und frühneuzeitliche Befunde im Bereich der Katholischen Filialkirche St. Rupertus in Riedbach. Siehe auch: St. Rupertus (Riedbach)                                        | D-1-7739-0096 |      |
| Reichertsheim (Standort) | Viereckschanze der späten Latènezeit. | D-1-7739-0164 |      |
| Reichertsheim (Standort) | Verebnete Viereckschanze der späten Latènezeit. | D-1-7839-0032 |      |
| Reichertsheim (Standort) | Untertägige mittelalterliche und frühneuzeitliche Befunde im Bereich der Katholischen Pfarrkirche Mariä Himmelfahrt in Reichertsheim und ihres Vorgängerbaus. Siehe auch: Mariä Himmelfahrt (Reichertsheim) | D-1-7839-0088 |      |
| Reichertsheim (Standort) | Untertägige spätmittelalterliche und frühneuzeitliche Befunde im Bereich der Katholischen Filialkirche St. Georg in Thambach. Siehe auch: St. Georg (Thambach)                                              | D-1-7839-0090 |      |